# Kathedrale von Crotone

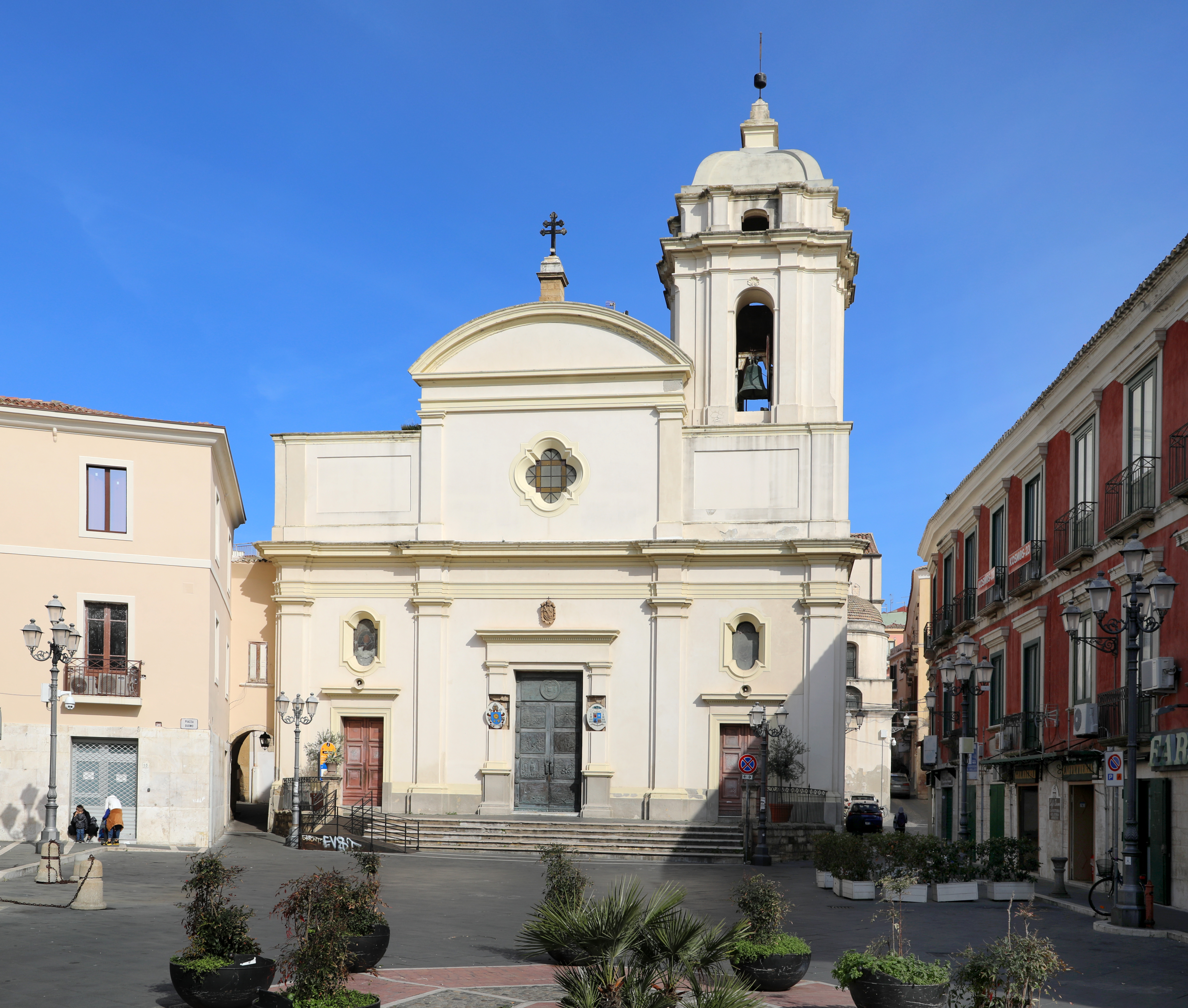
Kathedrale von Crotone

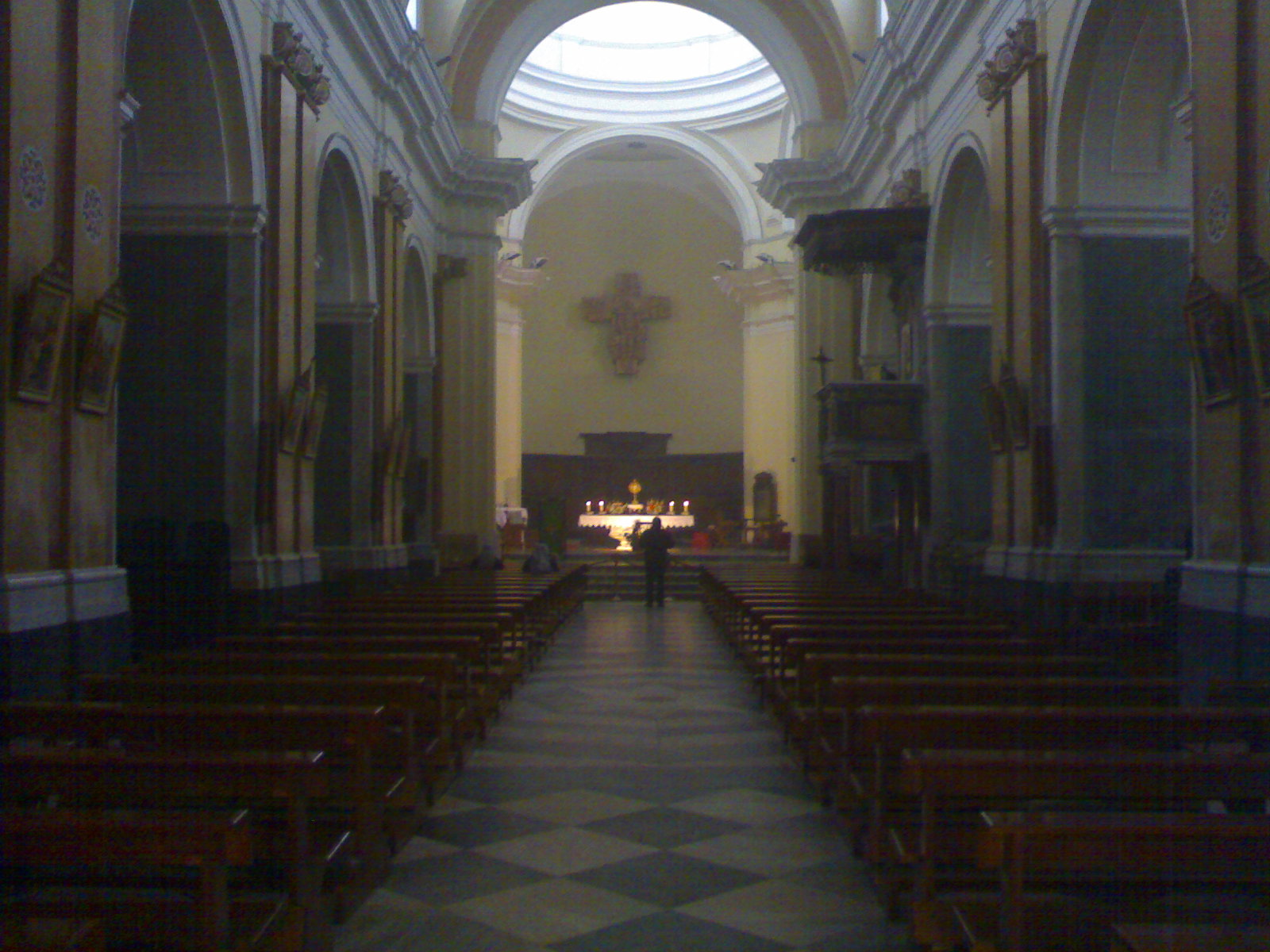
Kirchenschiff

Die Kathedrale von Crotone oder die Kathedralbasilika Mariä Himmelfahrt  (italienisch Basilica Cattedrale di Santa Maria Assunta) ist eine Kirche im süditalienischen Crotone, Kalabrien. Die Kathedrale des Erzbistums Crotone-Santa Severina ist Mariä Aufnahme in den Himmel und Dionysius Areopagita gewidmet und hat den Rang einer Basilica minor.

## Geschichte
Die Kathedrale im Stadtkern von Crotone wurde im 12. Jahrhundert erbaut, eine Vorgängerkirche soll aus dem 9. Jahrhundert stammen. Nach einem Brand im 15. Jahrhundert wurde sie restauriert und erweitert. Nach Beschädigungen durch das Erdbeben von 1638 wurde sie im 18. Jahrhundert restauriert und weiter ausgestaltet. Das Erdbeben von 1832 überstand sie im Wesentlichen gut. Beim Übergang vom 19. ins 20. Jahrhundert wurde sie erneut umgestaltet. Die Kathedrale erhielt 1983 von Papst Johannes Paul II. den Rang einer Basilica minor verliehen.

## Bauwerk
Die dreischiffige Basilika besitzt den Grundriss eines lateinischen Kreuzes, wobei der rechte Arm des Querhauses länger ist als der linke. Das Querhaus und das höhere Mittelschiff werden durch in das Tonnengewölbe eingeschnittene Stichkappen und die Vierungskuppel beleuchtet. Das Langhaus ist durch jeweils fünf großen Rundbögen vom Mittelschiff zu den Seitenschiffen gegliedert. Von der klassizistischen Fassade führen drei majestätische Portale in die drei Kirchenschiffe. Die Fassade ist in zwei Etagen aufgeteilt, die untere Etage ist durch vier Pilaster strukturiert, deren mittlere bis zum runden Giebel in Form eines Tympanons über der zweiten Etage fortgeführt werden. Über dem rechten Eingang erhebt sich der Glockenturm.

## Ausstattung
Beide Seitenschiffe sind mit Altären ausgestattet, sie enden mit der Kapelle der Madonna di Capocolonna aus dem 19. Jahrhundert mit einer byzantinischen Ikone und der Sakramentskapelle. Bedeutsam sind das Taufbecken aus dem 13. Jahrhundert und die Kapelle des Dionysius Areopagita, des zweiten Bischofs von Athen und Märtyrers. Das Gemälde Rückkehr Jesu aus dem Tempel stammt von Niccolò Lapiccola.
Die Kanzel im Mittelschiff wurde 1898 vom Architekten Pietro Paolo Farinelli entworfen, ihr Körper aus Marmor und Bronze wird von einer schlanken Säule getragen. Das Kruzifix wurde in Terrakotta geschaffen.